# Uefa Women's Nations League C 2023/2024
Uefa Women's Nations League C 2023/2024 spelades mellan 21 september och 5 december 2023.

## Nationer
| - Andorra - Armenien - Azerbajdzjan - Bulgarien - Cypern - Estland - Färöarna - Georgien - Israel - Kazakstan | - Kosovo - Lettland - Litauen - Luxemburg - Malta - Moldavien - Montenegro - Nordmakedonien - Turkiet |

## Grupper

### Grupp 1
| Nr | Lag       | S | V | O | F | GM | IM | MS  | P  |
| -- | --------- | - | - | - | - | -- | -- | --- | -- |
| 1  | Malta     | 6 | 5 | 1 | 0 | 13 | 1  | +12 | 16 |
| 2  | Lettland  | 6 | 3 | 1 | 2 | 17 | 6  | +11 | 10 |
| 3  | Andorra   | 6 | 1 | 1 | 4 | 2  | 17 | −15 | 4  |
| 4  | Moldavien | 6 | 0 | 3 | 3 | 4  | 12 | −8  | 3  |

|             | 22 september 2023 | Lettland | 0 – 1           | Malta            | Sloka Stadium                                        |                                                      |
| 16:30 UTC+3 | 16:30 UTC+3       |          | (0 – 0) Rapport | 83′ Haley Bugeja | Jūrmala Publik: 311 Domare: Jana Van Laere (Belgien) | Jūrmala Publik: 311 Domare: Jana Van Laere (Belgien) |
| 16:30 UTC+3 | 16:30 UTC+3       |          |                 |                  | Jūrmala Publik: 311 Domare: Jana Van Laere (Belgien) | Jūrmala Publik: 311 Domare: Jana Van Laere (Belgien) |
| 16:30 UTC+3 | 16:30 UTC+3       |          |                 |                  | Jūrmala Publik: 311 Domare: Jana Van Laere (Belgien) | Jūrmala Publik: 311 Domare: Jana Van Laere (Belgien) |

|             | 22 september 2023 | Moldavien       | 1 – 2           | Andorra                                  | CSR Orhei                                            |                                                      |
| 18:00 UTC+3 | 18:00 UTC+3       | Irina Topal 17′ | (1 – 1) Rapport | 28′ Marina Fernández 77′ Sonia Del Barco | Orhei Publik: 200 Domare: Marina Zechner (Österrike) | Orhei Publik: 200 Domare: Marina Zechner (Österrike) |
| 18:00 UTC+3 | 18:00 UTC+3       |                 |                 |                                          | Orhei Publik: 200 Domare: Marina Zechner (Österrike) | Orhei Publik: 200 Domare: Marina Zechner (Österrike) |
| 18:00 UTC+3 | 18:00 UTC+3       |                 |                 |                                          | Orhei Publik: 200 Domare: Marina Zechner (Österrike) | Orhei Publik: 200 Domare: Marina Zechner (Österrike) |

|             | 26 september 2023 | Andorra | 0 – 4           | Lettland                                                | Estadi Nacional                                                   |                                                                   |
| 19:00 UTC+2 | 19:00 UTC+2       |         | (0 – 4) Rapport | 15′, 26′, 45+4′ Karlīna Miksone 36′ Viktorija Zaičikova | Andorra la Vella Publik: 813 Domare: Nanna Løf Andersen (Danmark) | Andorra la Vella Publik: 813 Domare: Nanna Løf Andersen (Danmark) |
| 19:00 UTC+2 | 19:00 UTC+2       |         |                 |                                                         | Andorra la Vella Publik: 813 Domare: Nanna Løf Andersen (Danmark) | Andorra la Vella Publik: 813 Domare: Nanna Løf Andersen (Danmark) |
| 19:00 UTC+2 | 19:00 UTC+2       |         |                 |                                                         | Andorra la Vella Publik: 813 Domare: Nanna Løf Andersen (Danmark) | Andorra la Vella Publik: 813 Domare: Nanna Løf Andersen (Danmark) |

|             | 26 september 2023 | Malta                 | 2 – 0           | Moldavien | Centenary Stadium                                         |                                                           |
| 20:00 UTC+2 | 20:00 UTC+2       | Haley Bugeja 46′, 58′ | (0 – 0) Rapport |           | Ta' Qali Publik: 674 Domare: Michaela Pachtova (Tjeckien) | Ta' Qali Publik: 674 Domare: Michaela Pachtova (Tjeckien) |
| 20:00 UTC+2 | 20:00 UTC+2       |                       |                 |           | Ta' Qali Publik: 674 Domare: Michaela Pachtova (Tjeckien) | Ta' Qali Publik: 674 Domare: Michaela Pachtova (Tjeckien) |
| 20:00 UTC+2 | 20:00 UTC+2       |                       |                 |           | Ta' Qali Publik: 674 Domare: Michaela Pachtova (Tjeckien) | Ta' Qali Publik: 674 Domare: Michaela Pachtova (Tjeckien) |

|             | 27 oktober 2023 | Lettland                                                               | 5 – 0           | Moldavien | Zemgale Olympic Center                                |                                                       |
| 14:30 UTC+3 | 14:30 UTC+3     | Diāna Suvitra 34′, 39′ Olga Ševcova 64′ Anastasija Poļuhoviča 74′, 76′ | (2 – 0) Rapport |           | Jelgava Publik: 137 Domare: Eirini Pingiou (Grekland) | Jelgava Publik: 137 Domare: Eirini Pingiou (Grekland) |
| 14:30 UTC+3 | 14:30 UTC+3     |                                                                        |                 |           | Jelgava Publik: 137 Domare: Eirini Pingiou (Grekland) | Jelgava Publik: 137 Domare: Eirini Pingiou (Grekland) |
| 14:30 UTC+3 | 14:30 UTC+3     |                                                                        |                 |           | Jelgava Publik: 137 Domare: Eirini Pingiou (Grekland) | Jelgava Publik: 137 Domare: Eirini Pingiou (Grekland) |

|             | 27 oktober 2023 | Malta                                                                               | 5 – 0           | Andorra | Centenary Stadium                                     |                                                       |
| 20:00 UTC+2 | 20:00 UTC+2     | Haley Bugeja 17′, 46′ Stefania Farrugia 23′ Maria Farrugia 74′ Rachel Cuschieri 77′ | (2 – 0) Rapport |         | Ta' Qali Publik: 682 Domare: Meliz Özçiğdem (Turkiet) | Ta' Qali Publik: 682 Domare: Meliz Özçiğdem (Turkiet) |
| 20:00 UTC+2 | 20:00 UTC+2     |                                                                                     |                 |         | Ta' Qali Publik: 682 Domare: Meliz Özçiğdem (Turkiet) | Ta' Qali Publik: 682 Domare: Meliz Özçiğdem (Turkiet) |
| 20:00 UTC+2 | 20:00 UTC+2     |                                                                                     |                 |         | Ta' Qali Publik: 682 Domare: Meliz Özçiğdem (Turkiet) | Ta' Qali Publik: 682 Domare: Meliz Özçiğdem (Turkiet) |

|             | 31 oktober 2023 | Moldavien                                                       | 3 – 3           | Lettland                                               | Stadionul Zimbru                                               |                                                                |
| 18:00 UTC+2 | 18:00 UTC+2     | Felicia Guțu 29′ Nadejda Colesnicenco 53′ Veronica Cojuhari 78′ | (1 – 0) Rapport | 50′, 90+1′ (str.) Karlīna Miksone 90+6′ Sandra Voitāne | Chișinău Publik: 300 Domare: Frederikke Lydia Søkjær (Danmark) | Chișinău Publik: 300 Domare: Frederikke Lydia Søkjær (Danmark) |
| 18:00 UTC+2 | 18:00 UTC+2     |                                                                 |                 |                                                        | Chișinău Publik: 300 Domare: Frederikke Lydia Søkjær (Danmark) | Chișinău Publik: 300 Domare: Frederikke Lydia Søkjær (Danmark) |
| 18:00 UTC+2 | 18:00 UTC+2     |                                                                 |                 |                                                        | Chișinău Publik: 300 Domare: Frederikke Lydia Søkjær (Danmark) | Chișinău Publik: 300 Domare: Frederikke Lydia Søkjær (Danmark) |

|             | 31 oktober 2023 | Andorra | 0 – 3           | Malta                             | Estadi Nacional                                                |                                                                |
| 19:00 UTC+1 | 19:00 UTC+1     |         | (0 – 2) Rapport | 36′, 40′, 43′ (str.) Haley Bugeja | Andorra la Vella Publik: 603 Domare: Sofik Torosyan (Armenien) | Andorra la Vella Publik: 603 Domare: Sofik Torosyan (Armenien) |
| 19:00 UTC+1 | 19:00 UTC+1     |         |                 |                                   | Andorra la Vella Publik: 603 Domare: Sofik Torosyan (Armenien) | Andorra la Vella Publik: 603 Domare: Sofik Torosyan (Armenien) |
| 19:00 UTC+1 | 19:00 UTC+1     |         |                 |                                   | Andorra la Vella Publik: 603 Domare: Sofik Torosyan (Armenien) | Andorra la Vella Publik: 603 Domare: Sofik Torosyan (Armenien) |

|             | 1 december 2023 | Lettland                                             | 4 – 0           | Andorra | LNK Sporta Parks                                    |                                                     |
| 13:00 UTC+2 | 13:00 UTC+2     | Olga Ševcova 42′, 45′, 47′ Anastasija Poļuhoviča 68′ | (2 – 0) Rapport |         | Riga Publik: 69 Domare: Silvia Gasperotti (Italien) | Riga Publik: 69 Domare: Silvia Gasperotti (Italien) |
| 13:00 UTC+2 | 13:00 UTC+2     |                                                      |                 |         | Riga Publik: 69 Domare: Silvia Gasperotti (Italien) | Riga Publik: 69 Domare: Silvia Gasperotti (Italien) |
| 13:00 UTC+2 | 13:00 UTC+2     |                                                      |                 |         | Riga Publik: 69 Domare: Silvia Gasperotti (Italien) | Riga Publik: 69 Domare: Silvia Gasperotti (Italien) |

|             | 1 december 2023 | Moldavien | 0 – 0   | Malta | Stadionul Zimbru                                          |                                                           |
| 16:00 UTC+2 | 16:00 UTC+2     |           | Rapport |       | Chișinău Publik: 353 Domare: Louise Thompson (Nordirland) | Chișinău Publik: 353 Domare: Louise Thompson (Nordirland) |
| 16:00 UTC+2 | 16:00 UTC+2     |           |         |       | Chișinău Publik: 353 Domare: Louise Thompson (Nordirland) | Chișinău Publik: 353 Domare: Louise Thompson (Nordirland) |
| 16:00 UTC+2 | 16:00 UTC+2     |           |         |       | Chișinău Publik: 353 Domare: Louise Thompson (Nordirland) | Chișinău Publik: 353 Domare: Louise Thompson (Nordirland) |

|             | 5 december 2023 | Andorra | 0 – 0   | Moldavien | Estadi Nacional                                                 |                                                                 |
| 16:00 UTC+1 | 16:00 UTC+1     |         | Rapport |           | Andorra la Vella Publik: 156 Domare: Ioanna Allayiotou (Cypern) | Andorra la Vella Publik: 156 Domare: Ioanna Allayiotou (Cypern) |
| 16:00 UTC+1 | 16:00 UTC+1     |         |         |           | Andorra la Vella Publik: 156 Domare: Ioanna Allayiotou (Cypern) | Andorra la Vella Publik: 156 Domare: Ioanna Allayiotou (Cypern) |
| 16:00 UTC+1 | 16:00 UTC+1     |         |         |           | Andorra la Vella Publik: 156 Domare: Ioanna Allayiotou (Cypern) | Andorra la Vella Publik: 156 Domare: Ioanna Allayiotou (Cypern) |

|             | 5 december 2023 | Malta                                | 2 – 1           | Lettland                   | Centenary Stadium                                   |                                                     |
| 16:00 UTC+1 | 16:00 UTC+1     | Kailey Willis 58′ Maria Farrugia 73′ | (0 – 0) Rapport | 50′ (str.) Karlīna Miksone | Ta' Qali Publik: 1 008 Domare: Rita Vehapi (Kosovo) | Ta' Qali Publik: 1 008 Domare: Rita Vehapi (Kosovo) |
| 16:00 UTC+1 | 16:00 UTC+1     |                                      |                 |                            | Ta' Qali Publik: 1 008 Domare: Rita Vehapi (Kosovo) | Ta' Qali Publik: 1 008 Domare: Rita Vehapi (Kosovo) |
| 16:00 UTC+1 | 16:00 UTC+1     |                                      |                 |                            | Ta' Qali Publik: 1 008 Domare: Rita Vehapi (Kosovo) | Ta' Qali Publik: 1 008 Domare: Rita Vehapi (Kosovo) |

### Grupp 2
| Nr | Lag       | S | V | O | F | GM | IM | MS  | P  |
| -- | --------- | - | - | - | - | -- | -- | --- | -- |
| 1  | Turkiet   | 6 | 6 | 0 | 0 | 16 | 0  | +16 | 18 |
| 2  | Litauen   | 6 | 1 | 2 | 3 | 4  | 9  | −5  | 5  |
| 3  | Luxemburg | 6 | 1 | 2 | 3 | 6  | 11 | −5  | 5  |
| 4  | Georgien  | 6 | 1 | 2 | 3 | 5  | 11 | −6  | 5  |

|             | 22 september 2023 | Litauen | 0 – 2           | Luxemburg                                       | Jonava City Stadium                               |                                                   |
| 17:00 UTC+3 | 17:00 UTC+3       |         | (0 – 2) Rapport | 8′ Amy Thompson 15′ (str.) Marta Estevez Garcia | Jonava Publik: 470 Domare: Lotta Vuorio (Finland) | Jonava Publik: 470 Domare: Lotta Vuorio (Finland) |
| 17:00 UTC+3 | 17:00 UTC+3       |         |                 |                                                 | Jonava Publik: 470 Domare: Lotta Vuorio (Finland) | Jonava Publik: 470 Domare: Lotta Vuorio (Finland) |
| 17:00 UTC+3 | 17:00 UTC+3       |         |                 |                                                 | Jonava Publik: 470 Domare: Lotta Vuorio (Finland) | Jonava Publik: 470 Domare: Lotta Vuorio (Finland) |

|             | 22 september 2023 | Georgien | 0 – 3           | Turkiet                                           | Micheil Meschi-stadion                                |                                                       |
| 18:00 UTC+4 | 18:00 UTC+4       |          | (0 – 2) Rapport | 5′ Miray Cin 41′ Birgül Sadikoğlu 71′ Yağmur Uraz | Tbilisi Publik: 800 Domare: Audrey Gerbel (Frankrike) | Tbilisi Publik: 800 Domare: Audrey Gerbel (Frankrike) |
| 18:00 UTC+4 | 18:00 UTC+4       |          |                 |                                                   | Tbilisi Publik: 800 Domare: Audrey Gerbel (Frankrike) | Tbilisi Publik: 800 Domare: Audrey Gerbel (Frankrike) |
| 18:00 UTC+4 | 18:00 UTC+4       |          |                 |                                                   | Tbilisi Publik: 800 Domare: Audrey Gerbel (Frankrike) | Tbilisi Publik: 800 Domare: Audrey Gerbel (Frankrike) |

|             | 26 september 2023 | Turkiet                                 | 2 – 0           | Litauen | Elazığ Atatürk Stadium                            |                                                   |
| 18:00 UTC+3 | 18:00 UTC+3       | Birgül Sadıkoğlu 30′ İlayda Civelek 85′ | (1 – 0) Rapport |         | Elazığ Publik: 6 700 Domare: Rita Vehapi (Kosovo) | Elazığ Publik: 6 700 Domare: Rita Vehapi (Kosovo) |
| 18:00 UTC+3 | 18:00 UTC+3       |                                         |                 |         | Elazığ Publik: 6 700 Domare: Rita Vehapi (Kosovo) | Elazığ Publik: 6 700 Domare: Rita Vehapi (Kosovo) |
| 18:00 UTC+3 | 18:00 UTC+3       |                                         |                 |         | Elazığ Publik: 6 700 Domare: Rita Vehapi (Kosovo) | Elazığ Publik: 6 700 Domare: Rita Vehapi (Kosovo) |

|             | 26 september 2023 | Luxemburg                    | 1 – 1           | Georgien          | Stade Émile Mayrisch                                           |                                                                |
| 19:30 UTC+2 | 19:30 UTC+2       | Joana Lourenco Magalhães 34′ | (1 – 1) Rapport | 27′ Ana Cheminava | Esch-sur-Alzette Publik: 546 Domare: Eirini Pingiou (Grekland) | Esch-sur-Alzette Publik: 546 Domare: Eirini Pingiou (Grekland) |
| 19:30 UTC+2 | 19:30 UTC+2       |                              |                 |                   | Esch-sur-Alzette Publik: 546 Domare: Eirini Pingiou (Grekland) | Esch-sur-Alzette Publik: 546 Domare: Eirini Pingiou (Grekland) |
| 19:30 UTC+2 | 19:30 UTC+2       |                              |                 |                   | Esch-sur-Alzette Publik: 546 Domare: Eirini Pingiou (Grekland) | Esch-sur-Alzette Publik: 546 Domare: Eirini Pingiou (Grekland) |

|             | 27 oktober 2023 | Litauen | 0 – 0   | Georgien | LFF Stadium                                     |                                                 |
| 17:00 UTC+3 | 17:00 UTC+3     |         | Rapport |          | Vilnius Publik: 83 Domare: Zoe Stavrou (Cypern) | Vilnius Publik: 83 Domare: Zoe Stavrou (Cypern) |
| 17:00 UTC+3 | 17:00 UTC+3     |         |         |          | Vilnius Publik: 83 Domare: Zoe Stavrou (Cypern) | Vilnius Publik: 83 Domare: Zoe Stavrou (Cypern) |
| 17:00 UTC+3 | 17:00 UTC+3     |         |         |          | Vilnius Publik: 83 Domare: Zoe Stavrou (Cypern) | Vilnius Publik: 83 Domare: Zoe Stavrou (Cypern) |

|             | 27 oktober 2023 | Luxemburg | 0 – 4           | Turkiet                                                              | Stade Émile Mayrisch                                             |                                                                  |
| 19:30 UTC+2 | 19:30 UTC+2     |           | (0 – 2) Rapport | 21′, 45+2′ Birgül Sadıkoğlu 52′ (str.) Ebru Topçu 84′ Arzu Karabulut | Esch-sur-Alzette Publik: 686 Domare: Miriama Bočková (Slovakien) | Esch-sur-Alzette Publik: 686 Domare: Miriama Bočková (Slovakien) |
| 19:30 UTC+2 | 19:30 UTC+2     |           |                 |                                                                      | Esch-sur-Alzette Publik: 686 Domare: Miriama Bočková (Slovakien) | Esch-sur-Alzette Publik: 686 Domare: Miriama Bočková (Slovakien) |
| 19:30 UTC+2 | 19:30 UTC+2     |           |                 |                                                                      | Esch-sur-Alzette Publik: 686 Domare: Miriama Bočková (Slovakien) | Esch-sur-Alzette Publik: 686 Domare: Miriama Bočková (Slovakien) |

|             | 31 oktober 2023 | Georgien | 0 – 3           | Litauen                                                                | Micheil Meschi-stadion                                    |                                                           |
| 19:00 UTC+4 | 19:00 UTC+4     |          | (0 – 1) Rapport | 21′ Monika Grikšaitė 58′ Liucija Vaitukaitytė 90+3′ Emilija Giržutaitė | Tbilisi Publik: 793 Domare: Cristina Trandafir (Rumänien) | Tbilisi Publik: 793 Domare: Cristina Trandafir (Rumänien) |
| 19:00 UTC+4 | 19:00 UTC+4     |          |                 |                                                                        | Tbilisi Publik: 793 Domare: Cristina Trandafir (Rumänien) | Tbilisi Publik: 793 Domare: Cristina Trandafir (Rumänien) |
| 19:00 UTC+4 | 19:00 UTC+4     |          |                 |                                                                        | Tbilisi Publik: 793 Domare: Cristina Trandafir (Rumänien) | Tbilisi Publik: 793 Domare: Cristina Trandafir (Rumänien) |

|             | 31 oktober 2023 | Turkiet              | 1 – 0           | Luxemburg | Çorum Şehir Stadium                                      |                                                          |
| 19:00 UTC+3 | 19:00 UTC+3     | Birgül Sadıkoğlu 14′ | (1 – 0) Rapport |           | Çorum Publik: 12 130 Domare: Maral Mirzai Beni (Sverige) | Çorum Publik: 12 130 Domare: Maral Mirzai Beni (Sverige) |
| 19:00 UTC+3 | 19:00 UTC+3     |                      |                 |           | Çorum Publik: 12 130 Domare: Maral Mirzai Beni (Sverige) | Çorum Publik: 12 130 Domare: Maral Mirzai Beni (Sverige) |
| 19:00 UTC+3 | 19:00 UTC+3     |                      |                 |           | Çorum Publik: 12 130 Domare: Maral Mirzai Beni (Sverige) | Çorum Publik: 12 130 Domare: Maral Mirzai Beni (Sverige) |

|             | 1 december 2023 | Georgien                                                                        | 4 – 2           | Luxemburg                            | Micheil Meschi-stadion                          |                                                 |
| 17:00 UTC+4 | 17:00 UTC+4     | Teona Bakradze 66′ Khatia Tchkonia 79′ Nino Bukhrikidze 86′ Natia Danelia 90+7′ | (0 – 2) Rapport | 19′ Andreia Machado 26′ Amy Thompson | Tbilisi Publik: 375 Domare: Lisa Benn (England) | Tbilisi Publik: 375 Domare: Lisa Benn (England) |
| 17:00 UTC+4 | 17:00 UTC+4     |                                                                                 |                 |                                      | Tbilisi Publik: 375 Domare: Lisa Benn (England) | Tbilisi Publik: 375 Domare: Lisa Benn (England) |
| 17:00 UTC+4 | 17:00 UTC+4     |                                                                                 |                 |                                      | Tbilisi Publik: 375 Domare: Lisa Benn (England) | Tbilisi Publik: 375 Domare: Lisa Benn (England) |

|             | 1 december 2023 | Litauen | 0 – 4           | Turkiet                                                                                | LFF Stadium                                          |                                                      |
| 17:00 UTC+2 | 17:00 UTC+2     |         | (0 – 2) Rapport | 10′ Gülbin Hız 20′ Yağmur Uraz 53′ (sjm.) Vestina Neverdauskaitė 89′ Meryem Cennet Çal | Vilnius Publik: 50 Domare: Olivia Tschon (Österrike) | Vilnius Publik: 50 Domare: Olivia Tschon (Österrike) |
| 17:00 UTC+2 | 17:00 UTC+2     |         |                 |                                                                                        | Vilnius Publik: 50 Domare: Olivia Tschon (Österrike) | Vilnius Publik: 50 Domare: Olivia Tschon (Österrike) |
| 17:00 UTC+2 | 17:00 UTC+2     |         |                 |                                                                                        | Vilnius Publik: 50 Domare: Olivia Tschon (Österrike) | Vilnius Publik: 50 Domare: Olivia Tschon (Österrike) |

|             | 5 december 2023 | Luxemburg                    | 1 – 1           | Litauen                | Stade Municipal de la Ville de Differdange                      |                                                                 |
| 16:00 UTC+1 | 16:00 UTC+1     | Joana Lourenco Magalhães 26′ | (1 – 0) Rapport | 86′ Emilija Giržutaitė | Differdange Publik: 283 Domare: Franziska Wildfeuer (Frankrike) | Differdange Publik: 283 Domare: Franziska Wildfeuer (Frankrike) |
| 16:00 UTC+1 | 16:00 UTC+1     |                              |                 |                        | Differdange Publik: 283 Domare: Franziska Wildfeuer (Frankrike) | Differdange Publik: 283 Domare: Franziska Wildfeuer (Frankrike) |
| 16:00 UTC+1 | 16:00 UTC+1     |                              |                 |                        | Differdange Publik: 283 Domare: Franziska Wildfeuer (Frankrike) | Differdange Publik: 283 Domare: Franziska Wildfeuer (Frankrike) |

|             | 5 december 2023 | Turkiet                         | 2 – 0           | Georgien | Mersin Stadium                                             |                                                            |
| 18:00 UTC+3 | 18:00 UTC+3     | Gülbin Hız 26′ Ece Türkoğlu 41′ | (2 – 0) Rapport |          | Mersin Publik: 4 837 Domare: Jeļena Jermolajeva (Lettland) | Mersin Publik: 4 837 Domare: Jeļena Jermolajeva (Lettland) |
| 18:00 UTC+3 | 18:00 UTC+3     |                                 |                 |          | Mersin Publik: 4 837 Domare: Jeļena Jermolajeva (Lettland) | Mersin Publik: 4 837 Domare: Jeļena Jermolajeva (Lettland) |
| 18:00 UTC+3 | 18:00 UTC+3     |                                 |                 |          | Mersin Publik: 4 837 Domare: Jeļena Jermolajeva (Lettland) | Mersin Publik: 4 837 Domare: Jeļena Jermolajeva (Lettland) |

### Grupp 3
| Nr | Lag          | S | V | O | F | GM | IM | MS  | P  |
| -- | ------------ | - | - | - | - | -- | -- | --- | -- |
| 1  | Azerbajdzjan | 6 | 5 | 1 | 0 | 9  | 2  | +7  | 16 |
| 2  | Montenegro   | 6 | 4 | 0 | 2 | 14 | 4  | +10 | 12 |
| 3  | Cypern       | 6 | 2 | 1 | 3 | 3  | 6  | −3  | 7  |
| 4  | Färöarna     | 6 | 0 | 0 | 6 | 1  | 15 | −14 | 0  |

|             | 22 september 2023 | Azerbajdzjan         | 1 – 1           | Cypern                | Dalga Arena                                        |                                                    |
| 17:00 UTC+4 | 17:00 UTC+4       | Sevinj Jafarzade 46′ | (0 – 0) Rapport | 66′ Elena Aristodimou | Baku Publik: 165 Domare: Elena Gobjila (Moldavien) | Baku Publik: 165 Domare: Elena Gobjila (Moldavien) |
| 17:00 UTC+4 | 17:00 UTC+4       |                      |                 |                       | Baku Publik: 165 Domare: Elena Gobjila (Moldavien) | Baku Publik: 165 Domare: Elena Gobjila (Moldavien) |
| 17:00 UTC+4 | 17:00 UTC+4       |                      |                 |                       | Baku Publik: 165 Domare: Elena Gobjila (Moldavien) | Baku Publik: 165 Domare: Elena Gobjila (Moldavien) |

|             | 22 september 2023 | Färöarna | 0 – 1           | Montenegro     | Tórsvøllur                                              |                                                         |
| 18:00 UTC+1 | 18:00 UTC+1       |          | (0 – 1) Rapport | 21′ Armisa Kuč | Tórshavn Publik: 963 Domare: Briet Bragadottir (Island) | Tórshavn Publik: 963 Domare: Briet Bragadottir (Island) |
| 18:00 UTC+1 | 18:00 UTC+1       |          |                 |                | Tórshavn Publik: 963 Domare: Briet Bragadottir (Island) | Tórshavn Publik: 963 Domare: Briet Bragadottir (Island) |
| 18:00 UTC+1 | 18:00 UTC+1       |          |                 |                | Tórshavn Publik: 963 Domare: Briet Bragadottir (Island) | Tórshavn Publik: 963 Domare: Briet Bragadottir (Island) |

|             | 26 september 2023 | Cypern            | 1 – 0           | Färöarna | Dasaki Stadium                                                    |                                                                   |
| 19:00 UTC+3 | 19:00 UTC+3       | Antri Violari 65′ | (0 – 0) Rapport |          | Dasaki Achnas Publik: 220 Domare: Maika Vanderstichel (Frankrike) | Dasaki Achnas Publik: 220 Domare: Maika Vanderstichel (Frankrike) |
| 19:00 UTC+3 | 19:00 UTC+3       |                   |                 |          | Dasaki Achnas Publik: 220 Domare: Maika Vanderstichel (Frankrike) | Dasaki Achnas Publik: 220 Domare: Maika Vanderstichel (Frankrike) |
| 19:00 UTC+3 | 19:00 UTC+3       |                   |                 |          | Dasaki Achnas Publik: 220 Domare: Maika Vanderstichel (Frankrike) | Dasaki Achnas Publik: 220 Domare: Maika Vanderstichel (Frankrike) |

|             | 26 september 2023 | Montenegro | 0 – 1           | Azerbajdzjan        | DG Arena                                                  |                                                           |
| 18:00 UTC+2 | 18:00 UTC+2       |            | (0 – 0) Rapport | 87′ Nazlıcan Parlak | Podgorica Publik: 250 Domare: Maral Mirzai Beni (Sverige) | Podgorica Publik: 250 Domare: Maral Mirzai Beni (Sverige) |
| 18:00 UTC+2 | 18:00 UTC+2       |            |                 |                     | Podgorica Publik: 250 Domare: Maral Mirzai Beni (Sverige) | Podgorica Publik: 250 Domare: Maral Mirzai Beni (Sverige) |
| 18:00 UTC+2 | 18:00 UTC+2       |            |                 |                     | Podgorica Publik: 250 Domare: Maral Mirzai Beni (Sverige) | Podgorica Publik: 250 Domare: Maral Mirzai Beni (Sverige) |

|             | 27 oktober 2023 | Färöarna                     | 1 – 2           | Azerbajdzjan                               | Við Djúpumýrar                                             |                                                            |
| 14:00 UTC+1 | 14:00 UTC+1     | Sunniva Dal Christiansen 83′ | (0 – 1) Rapport | 30′ Kristina Bakarandze 50′ Mana Mollayeva | Klaksvík Publik: 430 Domare: Jelena Jermolajeva (Lettland) | Klaksvík Publik: 430 Domare: Jelena Jermolajeva (Lettland) |
| 14:00 UTC+1 | 14:00 UTC+1     |                              |                 |                                            | Klaksvík Publik: 430 Domare: Jelena Jermolajeva (Lettland) | Klaksvík Publik: 430 Domare: Jelena Jermolajeva (Lettland) |
| 14:00 UTC+1 | 14:00 UTC+1     |                              |                 |                                            | Klaksvík Publik: 430 Domare: Jelena Jermolajeva (Lettland) | Klaksvík Publik: 430 Domare: Jelena Jermolajeva (Lettland) |

|             | 27 oktober 2023 | Cypern | 0 – 2           | Montenegro                        | Dasaki Stadium                                             |                                                            |
| 18:00 UTC+3 | 18:00 UTC+3     |        | (0 – 1) Rapport | 22′ Armisa Kuč 73′ Maja Šaranović | Dasaki Achnas Publik: 200 Domare: Kateryna Usova (Ukraina) | Dasaki Achnas Publik: 200 Domare: Kateryna Usova (Ukraina) |
| 18:00 UTC+3 | 18:00 UTC+3     |        |                 |                                   | Dasaki Achnas Publik: 200 Domare: Kateryna Usova (Ukraina) | Dasaki Achnas Publik: 200 Domare: Kateryna Usova (Ukraina) |
| 18:00 UTC+3 | 18:00 UTC+3     |        |                 |                                   | Dasaki Achnas Publik: 200 Domare: Kateryna Usova (Ukraina) | Dasaki Achnas Publik: 200 Domare: Kateryna Usova (Ukraina) |

|             | 31 oktober 2023 | Azerbajdzjan                                               | 3 – 0           | Montenegro | Dalga Arena                                            |                                                        |
| 16:00 UTC+4 | 16:00 UTC+4     | Mana Mollayeva 58′ Nazlican Parlak 62′ Ayshan Ahmadova 84′ | (0 – 0) Rapport |            | Baku Publik: 145 Domare: Anastasiya Romanyuk (Ukraina) | Baku Publik: 145 Domare: Anastasiya Romanyuk (Ukraina) |
| 16:00 UTC+4 | 16:00 UTC+4     |                                                            |                 |            | Baku Publik: 145 Domare: Anastasiya Romanyuk (Ukraina) | Baku Publik: 145 Domare: Anastasiya Romanyuk (Ukraina) |
| 16:00 UTC+4 | 16:00 UTC+4     |                                                            |                 |            | Baku Publik: 145 Domare: Anastasiya Romanyuk (Ukraina) | Baku Publik: 145 Domare: Anastasiya Romanyuk (Ukraina) |

|             | 31 oktober 2023 | Färöarna | 0 – 1           | Cypern            | Tórsvøllur                                                  |                                                             |
| 18:00 UTC±0 | 18:00 UTC±0     |          | (0 – 1) Rapport | 33′ Antri Violari | Tórshavn Publik: 530 Domare: Vivian Peeters (Nederländerna) | Tórshavn Publik: 530 Domare: Vivian Peeters (Nederländerna) |
| 18:00 UTC±0 | 18:00 UTC±0     |          |                 |                   | Tórshavn Publik: 530 Domare: Vivian Peeters (Nederländerna) | Tórshavn Publik: 530 Domare: Vivian Peeters (Nederländerna) |
| 18:00 UTC±0 | 18:00 UTC±0     |          |                 |                   | Tórshavn Publik: 530 Domare: Vivian Peeters (Nederländerna) | Tórshavn Publik: 530 Domare: Vivian Peeters (Nederländerna) |

|             | 1 december 2023 | Montenegro | 9 – 0           | Färöarna | City Stadium                                            |                                                         |
| 13:00 UTC+1 | 13:00 UTC+1     | Slađana Bulatović 8′, 63′ Armisa Kuč 9′, 18′ Sunniva Dal Christiansen 55′ (sjm.) Jasna Đoković 67′, 90+3′ Jelena Vujadinović 73′, 84′ | (3 – 0) Rapport |          | Podgorica Publik: 75 Domare: Marina Zechner (Österrike) | Podgorica Publik: 75 Domare: Marina Zechner (Österrike) |
| 13:00 UTC+1 | 13:00 UTC+1     | |                 |          | Podgorica Publik: 75 Domare: Marina Zechner (Österrike) | Podgorica Publik: 75 Domare: Marina Zechner (Österrike) |
| 13:00 UTC+1 | 13:00 UTC+1     | |                 |          | Podgorica Publik: 75 Domare: Marina Zechner (Österrike) | Podgorica Publik: 75 Domare: Marina Zechner (Österrike) |

|             | 1 december 2023 | Cypern | 0 – 1           | Azerbajdzjan       | Alphamega Stadium                                        |                                                          |
| 19:00 UTC+2 | 19:00 UTC+2     |        | (0 – 1) Rapport | 8′ Diana Mammadova | Limassol Publik: 283 Domare: Caroline Lanssens (Belgien) | Limassol Publik: 283 Domare: Caroline Lanssens (Belgien) |
| 19:00 UTC+2 | 19:00 UTC+2     |        |                 |                    | Limassol Publik: 283 Domare: Caroline Lanssens (Belgien) | Limassol Publik: 283 Domare: Caroline Lanssens (Belgien) |
| 19:00 UTC+2 | 19:00 UTC+2     |        |                 |                    | Limassol Publik: 283 Domare: Caroline Lanssens (Belgien) | Limassol Publik: 283 Domare: Caroline Lanssens (Belgien) |

|             | 5 december 2023 | Azerbajdzjan          | 1 – 0           | Färöarna | Dalga Arena                                         |                                                     |
| 19:00 UTC+4 | 19:00 UTC+4     | Nigar Mirzaliyeva 68′ | (0 – 0) Rapport |          | Baku Publik: 200 Domare: Lovisa Johansson (Sverige) | Baku Publik: 200 Domare: Lovisa Johansson (Sverige) |
| 19:00 UTC+4 | 19:00 UTC+4     |                       |                 |          | Baku Publik: 200 Domare: Lovisa Johansson (Sverige) | Baku Publik: 200 Domare: Lovisa Johansson (Sverige) |
| 19:00 UTC+4 | 19:00 UTC+4     |                       |                 |          | Baku Publik: 200 Domare: Lovisa Johansson (Sverige) | Baku Publik: 200 Domare: Lovisa Johansson (Sverige) |

|             | 5 december 2023 | Montenegro                           | 2 – 0           | Cypern | DG Arena                                                |                                                         |
| 16:00 UTC+1 | 16:00 UTC+1     | Slađana Bulatović 46′ Armisa Kuć 76′ | (0 – 0) Rapport |        | Podgorica Publik: 90 Domare: Teresa Oliveira (Portugal) | Podgorica Publik: 90 Domare: Teresa Oliveira (Portugal) |
| 16:00 UTC+1 | 16:00 UTC+1     |                                      |                 |        | Podgorica Publik: 90 Domare: Teresa Oliveira (Portugal) | Podgorica Publik: 90 Domare: Teresa Oliveira (Portugal) |
| 16:00 UTC+1 | 16:00 UTC+1     |                                      |                 |        | Podgorica Publik: 90 Domare: Teresa Oliveira (Portugal) | Podgorica Publik: 90 Domare: Teresa Oliveira (Portugal) |

### Grupp 4
| Nr | Lag       | S | V | O | F | GM | IM | MS  | P  |
| -- | --------- | - | - | - | - | -- | -- | --- | -- |
| 1  | Israel    | 6 | 5 | 1 | 0 | 21 | 2  | +19 | 16 |
| 2  | Estland   | 6 | 3 | 1 | 2 | 11 | 11 | 0   | 10 |
| 3  | Kazakstan | 6 | 2 | 2 | 2 | 6  | 5  | +1  | 8  |
| 4  | Armenien  | 6 | 0 | 0 | 6 | 5  | 25 | −20 | 0  |

|             | 22 september 2023 | Estland | 0 – 0   | Kazakstan | Tamme Stadion                                         |                                                       |
| 18:00 UTC+3 | 18:00 UTC+3       |         | Rapport |           | Tartu Publik: 334 Domare: Caroline Lanssens (Belgien) | Tartu Publik: 334 Domare: Caroline Lanssens (Belgien) |
| 18:00 UTC+3 | 18:00 UTC+3       |         |         |           | Tartu Publik: 334 Domare: Caroline Lanssens (Belgien) | Tartu Publik: 334 Domare: Caroline Lanssens (Belgien) |
| 18:00 UTC+3 | 18:00 UTC+3       |         |         |           | Tartu Publik: 334 Domare: Caroline Lanssens (Belgien) | Tartu Publik: 334 Domare: Caroline Lanssens (Belgien) |

|             | 26 september 2023 | Armenien              | 1 – 2           | Kazakstan                                           | Armavir City Stadium                                 |                                                      |
| 16:00 UTC+4 | 16:00 UTC+4       | Veronika Asatryan 54′ | (0 – 1) Rapport | 27′ Asselkhan Turlybekova 57′ Arailym Orynbassarova | Armavir Publik: 350 Domare: Vera Opeykina (Ryssland) | Armavir Publik: 350 Domare: Vera Opeykina (Ryssland) |
| 16:00 UTC+4 | 16:00 UTC+4       |                       |                 |                                                     | Armavir Publik: 350 Domare: Vera Opeykina (Ryssland) | Armavir Publik: 350 Domare: Vera Opeykina (Ryssland) |
| 16:00 UTC+4 | 16:00 UTC+4       |                       |                 |                                                     | Armavir Publik: 350 Domare: Vera Opeykina (Ryssland) | Armavir Publik: 350 Domare: Vera Opeykina (Ryssland) |

|             | 26 september 2023 | Estland | 0 – 5           | Israel                                                                                          | Tamme Stadion                                 |                                               |
| 19:00 UTC+3 | 19:00 UTC+3       |         | (0 – 2) Rapport | 7′ Meytal Sharabi 17′ Rahel Shtainshnaider 60′ Noa Selimhodzic 75′ Vital Kats 90+2′ Sharon Beck | Tartu Publik: 337 Domare: Lisa Benn (England) | Tartu Publik: 337 Domare: Lisa Benn (England) |
| 19:00 UTC+3 | 19:00 UTC+3       |         |                 |                                                                                                 | Tartu Publik: 337 Domare: Lisa Benn (England) | Tartu Publik: 337 Domare: Lisa Benn (England) |
| 19:00 UTC+3 | 19:00 UTC+3       |         |                 |                                                                                                 | Tartu Publik: 337 Domare: Lisa Benn (England) | Tartu Publik: 337 Domare: Lisa Benn (England) |

|             | 27 oktober 2023 | Armenien          | 1 – 4           | Estland                                        | Vazgen Sargsian Republikanstadion                  |                                                    |
| 19:30 UTC+4 | 19:30 UTC+4     | Ani Ghukasyan 70′ | (0 – 1) Rapport | 25′, 48′, 60′ Lisette Tammik 64′ Emma Treiberg | Jerevan Publik: 120 Domare: Lotta Vuorio (Finland) | Jerevan Publik: 120 Domare: Lotta Vuorio (Finland) |
| 19:30 UTC+4 | 19:30 UTC+4     |                   |                 |                                                | Jerevan Publik: 120 Domare: Lotta Vuorio (Finland) | Jerevan Publik: 120 Domare: Lotta Vuorio (Finland) |
| 19:30 UTC+4 | 19:30 UTC+4     |                   |                 |                                                | Jerevan Publik: 120 Domare: Lotta Vuorio (Finland) | Jerevan Publik: 120 Domare: Lotta Vuorio (Finland) |

|             | 31 oktober 2023 | Estland                                                           | 5 – 1           | Armenien            | Lilleküla Stadium                                     |                                                       |
| 18:00 UTC+2 | 18:00 UTC+2     | Lisette Tammik 8′, 90+2′ Emma Treiberg 23′, 38′ Kairi Himanen 76′ | (3 – 0) Rapport | 56′ Oksanna Pizlova | Tallinn Publik: 342 Domare: Elena Gobjila (Moldavien) | Tallinn Publik: 342 Domare: Elena Gobjila (Moldavien) |
| 18:00 UTC+2 | 18:00 UTC+2     |                                                                   |                 |                     | Tallinn Publik: 342 Domare: Elena Gobjila (Moldavien) | Tallinn Publik: 342 Domare: Elena Gobjila (Moldavien) |
| 18:00 UTC+2 | 18:00 UTC+2     |                                                                   |                 |                     | Tallinn Publik: 342 Domare: Elena Gobjila (Moldavien) | Tallinn Publik: 342 Domare: Elena Gobjila (Moldavien) |

|             | 23 november 2023 | Kazakstan | 0 – 2           | Israel                          | Globall Football Park                                       |                                                             |
| 13:00 UTC+1 | 13:00 UTC+1      |           | (0 – 2) Rapport | 14′ Marian Awad 38′ Eden Avital | Telki (Ungern) Publik: 0 Domare: Simona Ghisletta (Schweiz) | Telki (Ungern) Publik: 0 Domare: Simona Ghisletta (Schweiz) |
| 13:00 UTC+1 | 13:00 UTC+1      |           |                 |                                 | Telki (Ungern) Publik: 0 Domare: Simona Ghisletta (Schweiz) | Telki (Ungern) Publik: 0 Domare: Simona Ghisletta (Schweiz) |
| 13:00 UTC+1 | 13:00 UTC+1      |           |                 |                                 | Telki (Ungern) Publik: 0 Domare: Simona Ghisletta (Schweiz) | Telki (Ungern) Publik: 0 Domare: Simona Ghisletta (Schweiz) |

|             | 26 november 2023 | Israel | 0 – 0   | Kazakstan | Globall Football Park                                   |                                                         |
| 13:00 UTC+1 | 13:00 UTC+1      |        | Rapport |           | Telki (Ungern) Publik: 20 Domare: Cansu Tryak (Turkiet) | Telki (Ungern) Publik: 20 Domare: Cansu Tryak (Turkiet) |
| 13:00 UTC+1 | 13:00 UTC+1      |        |         |           | Telki (Ungern) Publik: 20 Domare: Cansu Tryak (Turkiet) | Telki (Ungern) Publik: 20 Domare: Cansu Tryak (Turkiet) |
| 13:00 UTC+1 | 13:00 UTC+1      |        |         |           | Telki (Ungern) Publik: 20 Domare: Cansu Tryak (Turkiet) | Telki (Ungern) Publik: 20 Domare: Cansu Tryak (Turkiet) |

|             | 29 november 2023 | Armenien | 0 – 4           | Israel                                              | City Stadium                                           |                                                        |
| 15:00 UTC+4 | 15:00 UTC+4      |          | (0 – 0) Rapport | 55′ Talia Sommer 67′, 86′, 90+2′ (str.) Sharon Beck | Armavir Publik: 150 Domare: Fabienne Michel (Tyskland) | Armavir Publik: 150 Domare: Fabienne Michel (Tyskland) |
| 15:00 UTC+4 | 15:00 UTC+4      |          |                 |                                                     | Armavir Publik: 150 Domare: Fabienne Michel (Tyskland) | Armavir Publik: 150 Domare: Fabienne Michel (Tyskland) |
| 15:00 UTC+4 | 15:00 UTC+4      |          |                 |                                                     | Armavir Publik: 150 Domare: Fabienne Michel (Tyskland) | Armavir Publik: 150 Domare: Fabienne Michel (Tyskland) |

|             | 1 december 2023 | Kazakstan | 0 – 1           | Estland               | Astana Arena                                      |                                                   |
| 20:00 UTC+6 | 20:00 UTC+6     |           | (0 – 1) Rapport | 6′ Kristina Bannikova | Astana Publik: 386 Domare: Kirsty Dowle (England) | Astana Publik: 386 Domare: Kirsty Dowle (England) |
| 20:00 UTC+6 | 20:00 UTC+6     |           |                 |                       | Astana Publik: 386 Domare: Kirsty Dowle (England) | Astana Publik: 386 Domare: Kirsty Dowle (England) |
| 20:00 UTC+6 | 20:00 UTC+6     |           |                 |                       | Astana Publik: 386 Domare: Kirsty Dowle (England) | Astana Publik: 386 Domare: Kirsty Dowle (England) |

|             | 2 december 2023 | Israel                                                                                                  | 6 – 1           | Armenien           | Vazgen Sargsian Republikanstadion                                          |                                                                            |
| 15:00 UTC+3 | 15:00 UTC+3     | Maria Almasri 22′ Marine Karapetyan 33′ (sjm.) Sharon Beck 43′, 59′ Eden Avital 45′ Noa Selimhodzic 72′ | (4 – 0) Rapport | 57′ Anna Dallakyan | Jerevan (Armenien) Publik: 110 Domare: Irena Velevačkoska (Nordmakedonien) | Jerevan (Armenien) Publik: 110 Domare: Irena Velevačkoska (Nordmakedonien) |
| 15:00 UTC+3 | 15:00 UTC+3     | |                 |                    | Jerevan (Armenien) Publik: 110 Domare: Irena Velevačkoska (Nordmakedonien) | Jerevan (Armenien) Publik: 110 Domare: Irena Velevačkoska (Nordmakedonien) |
| 15:00 UTC+3 | 15:00 UTC+3     | |                 |                    | Jerevan (Armenien) Publik: 110 Domare: Irena Velevačkoska (Nordmakedonien) | Jerevan (Armenien) Publik: 110 Domare: Irena Velevačkoska (Nordmakedonien) |

|             | 5 december 2023 | Israel                                    | 4 – 1           | Estland            | Globall Football Park                                            |                                                                  |
| 16:00 UTC+1 | 16:00 UTC+1     | Sharon Beck 3′, 47′, 55′ Shira Elinav 39′ | (2 – 0) Rapport | 80′ Lisette Tammik | Telki (Ungern) Publik: 3 Domare: Maïka Vanderstichel (Frankrike) | Telki (Ungern) Publik: 3 Domare: Maïka Vanderstichel (Frankrike) |
| 16:00 UTC+1 | 16:00 UTC+1     |                                           |                 |                    | Telki (Ungern) Publik: 3 Domare: Maïka Vanderstichel (Frankrike) | Telki (Ungern) Publik: 3 Domare: Maïka Vanderstichel (Frankrike) |
| 16:00 UTC+1 | 16:00 UTC+1     |                                           |                 |                    | Telki (Ungern) Publik: 3 Domare: Maïka Vanderstichel (Frankrike) | Telki (Ungern) Publik: 3 Domare: Maïka Vanderstichel (Frankrike) |

|             | 5 december 2023 | Kazakstan                                                               | 4 – 1           | Armenien                     | Astana Arena                                            |                                                         |
| 21:00 UTC+6 | 21:00 UTC+6     | Yulia Myasnikova 40′, 58′ Aida Gaistenova 48′ Kamila Kulmagambetova 71′ | (1 – 0) Rapport | 68′ (sjm.) Angelina Portnova | Astana Publik: 237 Domare: Jurgita Mačikunytė (Litauen) | Astana Publik: 237 Domare: Jurgita Mačikunytė (Litauen) |
| 21:00 UTC+6 | 21:00 UTC+6     |                                                                         |                 |                              | Astana Publik: 237 Domare: Jurgita Mačikunytė (Litauen) | Astana Publik: 237 Domare: Jurgita Mačikunytė (Litauen) |
| 21:00 UTC+6 | 21:00 UTC+6     |                                                                         |                 |                              | Astana Publik: 237 Domare: Jurgita Mačikunytė (Litauen) | Astana Publik: 237 Domare: Jurgita Mačikunytė (Litauen) |

### Grupp 5
| Nr | Lag            | S | V | O | F | GM | IM | MS | P  |
| -- | -------------- | - | - | - | - | -- | -- | -- | -- |
| 1  | Kosovo         | 4 | 3 | 1 | 0 | 10 | 2  | +8 | 10 |
| 2  | Bulgarien      | 4 | 1 | 2 | 1 | 4  | 7  | −3 | 5  |
| 3  | Nordmakedonien | 4 | 0 | 1 | 3 | 3  | 8  | −5 | 1  |

|             | 22 september 2023 | Nordmakedonien | 0 – 1           | Bulgarien         | Petar Miloševski Training Centre                       |                                                        |
| 15:00 UTC+2 | 15:00 UTC+2       |                | (0 – 1) Rapport | 4′ Yoana Stankova | Skopje Publik: 200 Domare: Miriama Bočková (Slovakien) | Skopje Publik: 200 Domare: Miriama Bočková (Slovakien) |
| 15:00 UTC+2 | 15:00 UTC+2       |                |                 |                   | Skopje Publik: 200 Domare: Miriama Bočková (Slovakien) | Skopje Publik: 200 Domare: Miriama Bočková (Slovakien) |
| 15:00 UTC+2 | 15:00 UTC+2       |                |                 |                   | Skopje Publik: 200 Domare: Miriama Bočková (Slovakien) | Skopje Publik: 200 Domare: Miriama Bočková (Slovakien) |

|             | 26 september 2023 | Bulgarien | 0 – 0   | Kosovo | Stadion Lokomotiv                                      |                                                        |
| 18:00 UTC+3 | 18:00 UTC+3       |           | Rapport |        | Plovdiv Publik: 223 Domare: Lovisa Johansson (Sverige) | Plovdiv Publik: 223 Domare: Lovisa Johansson (Sverige) |
| 18:00 UTC+3 | 18:00 UTC+3       |           |         |        | Plovdiv Publik: 223 Domare: Lovisa Johansson (Sverige) | Plovdiv Publik: 223 Domare: Lovisa Johansson (Sverige) |
| 18:00 UTC+3 | 18:00 UTC+3       |           |         |        | Plovdiv Publik: 223 Domare: Lovisa Johansson (Sverige) | Plovdiv Publik: 223 Domare: Lovisa Johansson (Sverige) |

|             | 27 oktober 2023 | Nordmakedonien | 0 – 2           | Kosovo                                   | Petar Miloševski Training Centre                        |                                                         |
| 13:00 UTC+2 | 13:00 UTC+2     |                | (0 – 2) Rapport | 20′ Valentina Limani 41′ Valentina Metaj | Skopje Publik: 170 Domare: Michaela Pachtova (Tjeckien) | Skopje Publik: 170 Domare: Michaela Pachtova (Tjeckien) |
| 13:00 UTC+2 | 13:00 UTC+2     |                |                 |                                          | Skopje Publik: 170 Domare: Michaela Pachtova (Tjeckien) | Skopje Publik: 170 Domare: Michaela Pachtova (Tjeckien) |
| 13:00 UTC+2 | 13:00 UTC+2     |                |                 |                                          | Skopje Publik: 170 Domare: Michaela Pachtova (Tjeckien) | Skopje Publik: 170 Domare: Michaela Pachtova (Tjeckien) |

|             | 31 oktober 2023 | Kosovo                                                           | 3 – 1           | Nordmakedonien       | Fadil Vokrri Stadium                                    |                                                         |
| 17:00 UTC+1 | 17:00 UTC+1     | Donjeta Halilaj 7′ (str.) Erëleta Memeti 14′ Kaltrina Biqkaj 34′ | (3 – 0) Rapport | 90′ Olivera Cokleska | Pristina Publik: 300 Domare: Silvia Domingos (Portugal) | Pristina Publik: 300 Domare: Silvia Domingos (Portugal) |
| 17:00 UTC+1 | 17:00 UTC+1     |                                                                  |                 |                      | Pristina Publik: 300 Domare: Silvia Domingos (Portugal) | Pristina Publik: 300 Domare: Silvia Domingos (Portugal) |
| 17:00 UTC+1 | 17:00 UTC+1     |                                                                  |                 |                      | Pristina Publik: 300 Domare: Silvia Domingos (Portugal) | Pristina Publik: 300 Domare: Silvia Domingos (Portugal) |

|             | 1 december 2023 | Kosovo                                                                          | 5 – 1           | Bulgarien           | Zahir Pajaziti Stadium                                |                                                       |
| 13:00 UTC+1 | 13:00 UTC+1     | Donjeta Halilaj 39′ Valentina Metaj 58′ Modesta Uka 71′ Erëleta Memeti 84′, 89′ | (1 – 1) Rapport | 26′ Dimitra Ivanova | Podujevo Publik: 120 Domare: Meliz Özçiğdem (Turkiet) | Podujevo Publik: 120 Domare: Meliz Özçiğdem (Turkiet) |
| 13:00 UTC+1 | 13:00 UTC+1     |                                                                                 |                 |                     | Podujevo Publik: 120 Domare: Meliz Özçiğdem (Turkiet) | Podujevo Publik: 120 Domare: Meliz Özçiğdem (Turkiet) |
| 13:00 UTC+1 | 13:00 UTC+1     |                                                                                 |                 |                     | Podujevo Publik: 120 Domare: Meliz Özçiğdem (Turkiet) | Podujevo Publik: 120 Domare: Meliz Özçiğdem (Turkiet) |

|             | 5 december 2023 | Bulgarien                               | 2 – 2           | Nordmakedonien                      | Nationalstadion Vasil Levski                         |                                                      |
| 17:00 UTC+2 | 17:00 UTC+2     | Leonora Zheleva 85′ Polina Rasina 90+5′ | (0 – 1) Rapport | 11′ Gentjana Rochi 62′ Ulza Maksuti | Sofia Publik: 252 Domare: Victoria Beyer (Frankrike) | Sofia Publik: 252 Domare: Victoria Beyer (Frankrike) |
| 17:00 UTC+2 | 17:00 UTC+2     |                                         |                 |                                     | Sofia Publik: 252 Domare: Victoria Beyer (Frankrike) | Sofia Publik: 252 Domare: Victoria Beyer (Frankrike) |
| 17:00 UTC+2 | 17:00 UTC+2     |                                         |                 |                                     | Sofia Publik: 252 Domare: Victoria Beyer (Frankrike) | Sofia Publik: 252 Domare: Victoria Beyer (Frankrike) |

## Ranking av grupptvåor
| Nr | Lag (grupp)    | S | V | O | F | GM | IM | MS | P |
| -- | -------------- | - | - | - | - | -- | -- | -- | - |
| 1  | Lettland (1)   | 4 | 2 | 0 | 2 | 9  | 3  | +6 | 6 |
| 2  | Montenegro (3) | 4 | 2 | 0 | 2 | 4  | 4  | 0  | 6 |
| 3  | Bulgarien (5)  | 4 | 1 | 2 | 1 | 4  | 7  | −3 | 5 |
| 4  | Estland (4)    | 4 | 1 | 1 | 2 | 2  | 9  | −7 | 4 |
| 5  | Litauen (2)    | 4 | 0 | 1 | 3 | 1  | 9  | −8 | 1 |

## Uppflyttningskval
| Lag 1      | Totalt | Lag 2      | Möte 1 | Möte 2 |
| Lettland   | 0–9    | Slovakien  | 0–3    | 0–6    |
| Montenegro | 1–3    | Nordirland | 0–2    | 1–1    |
| Bulgarien  | 0–7    | Ukraina    | 0–4    | 0–3    |

## Statistik

### Slutställning
| Nr | Lag (grupp)         | S | V | O | F | GM | IM | MS  | P  |
| -- | ------------------- | - | - | - | - | -- | -- | --- | -- |
| 33 | Turkiet (C2)        | 4 | 4 | 0 | 0 | 11 | 0  | +11 | 12 |
| 34 | Malta (C1)          | 4 | 4 | 0 | 0 | 11 | 1  | +10 | 12 |
| 35 | Israel (C4)         | 4 | 3 | 1 | 0 | 11 | 1  | +10 | 10 |
| 36 | Kosovo (C5)         | 4 | 3 | 1 | 0 | 10 | 2  | +8  | 10 |
| 37 | Azerbajdzjan (C3)   | 4 | 3 | 1 | 0 | 6  | 1  | +5  | 10 |
| 38 | Lettland (C1)       | 4 | 2 | 0 | 2 | 9  | 3  | +6  | 6  |
| 39 | Montenegro (C3)     | 4 | 2 | 0 | 2 | 4  | 4  | 0   | 6  |
| 40 | Bulgarien (C5)      | 4 | 1 | 2 | 1 | 4  | 7  | −3  | 5  |
| 41 | Estland (C4)        | 4 | 1 | 1 | 2 | 2  | 9  | −7  | 4  |
| 42 | Litauen (C2)        | 4 | 0 | 1 | 3 | 1  | 9  | −8  | 1  |
| 43 | Luxemburg (C2)      | 4 | 1 | 1 | 2 | 3  | 6  | −3  | 4  |
| 44 | Kazakstan (C4)      | 4 | 0 | 2 | 2 | 0  | 3  | −3  | 2  |
| 45 | Nordmakedonien (C5) | 4 | 0 | 1 | 3 | 3  | 8  | −5  | 1  |
| 46 | Cypern (C3)         | 4 | 0 | 1 | 3 | 1  | 6  | −5  | 1  |
| 47 | Andorra (C1)        | 4 | 0 | 0 | 4 | 0  | 16 | −16 | 0  |
| 48 | Georgien (C2)       | 6 | 1 | 2 | 3 | 5  | 11 | −6  | 5  |
| 49 | Moldavien (C1)      | 6 | 0 | 3 | 3 | 4  | 12 | −8  | 3  |
| 50 | Färöarna (C3)       | 6 | 0 | 0 | 6 | 1  | 15 | −14 | 0  |
| 51 | Armenien (C4)       | 6 | 0 | 0 | 6 | 5  | 25 | −20 | 0  |

### Skytteligan
9 mål
- Sharon Beck

8 mål
- Haley Bugeja

7 mål
| - Lisette Tammik | - Karlīna Miksone |

5 mål
| - Armisa Kuč | - Birgül Sadıkoğlu |

4 mål
- Olga Ševcova

3 mål
| - Emma Treiberg - Erëleta Memeti | - Anastasija Poļuhoviča - Slađana Bulatović |

2 mål
| - Mana Mollayeva - Nazlıcan Parlak - Antri Violari - Eden Avital - Noa Selimhodzic - Yulia Myasnikova - Donjeta Halilaj - Valentina Metaj - Diāna Suvitra | - Emilija Giržutaitė - Joana Lourenco Magalhães - Amy Thompson - Maria Farrugia - Jasna Đoković - Jelena Vujadinović - Gülbin Hız - Yağmur Uraz |

1 mål
| - Sonia Del Barco - Marina Fernández - Veronika Asatryan - Anna Dallakyan - Ani Ghukasyan - Oksanna Pizlova - Ayshan Ahmadova - Kristina Bakarandze - Sevinj Jafarzade - Diana Mammadova - Nigar Mirzaliyeva - Dimitra Ivanova - Polina Rasina - Yoana Stankova - Leonora Zheleva - Elena Aristodimou - Kristina Bannikova - Kairi Himanen - Sunniva Dal Christiansen - Teona Bakradze - Nino Bukhrikidze - Ana Cheminava - Natia Danelia - Khatia Tchkonia - Maria Almasri - Marian Awad - Shira Elinav - Vital Kats - Meytal Sharabi - Rahel Shtainshnaider - Talia Sommer | - Aida Gaistenova - Kamila Kulmagambetova - Arailym Orynbassarova - Asselkhan Turlybekova - Kaltrina Biqkaj - Valentina Limani - Modesta Uka - Sandra Voitāne - Viktorija Zaičikova - Monika Grikšaitė - Liucija Vaitukaitytė - Marta Estevez Garcia - Andreia Machado - Rachel Cuschieri - Stefania Farrugia - Kailey Willis - Veronica Cojuhari - Nadejda Colesnicenco - Felicia Guțu - Irina Topal - Maja Šaranović - Olivera Cokleska - Ulza Maksuti - Gentjana Rochi - Meryem Cennet Çal - Miray Cin - İlayda Civelek - Arzu Karabulut - Ebru Topçu - Ece Türkoğlu |

Självmål
| - Marine Karapetyan (mot Israel) - Sunniva Dal Christiansen (mot Montenegro) | - Angelina Portnova (mot Armenien) - Vestina Neverdauskaitė (mot Turkiet) |

## Anmärkningslista
1. ↑  Matchen framflyttad från ursprungsdatumet 21 september 2023.